# Listă de comitate din statul Carolina de Nord

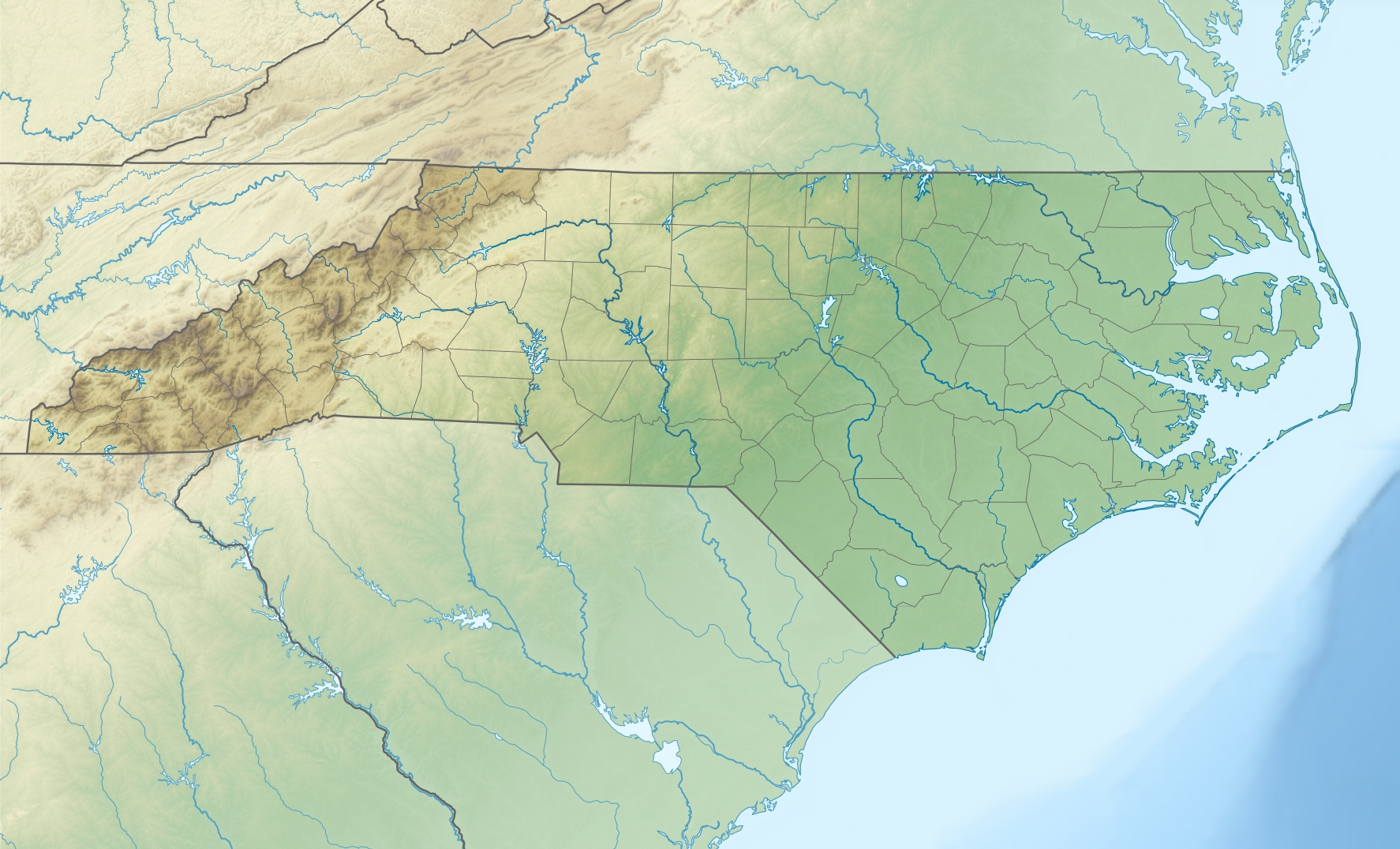
Harta statului ' indicând formele de relief şi cele 100 de comitate ale sale.

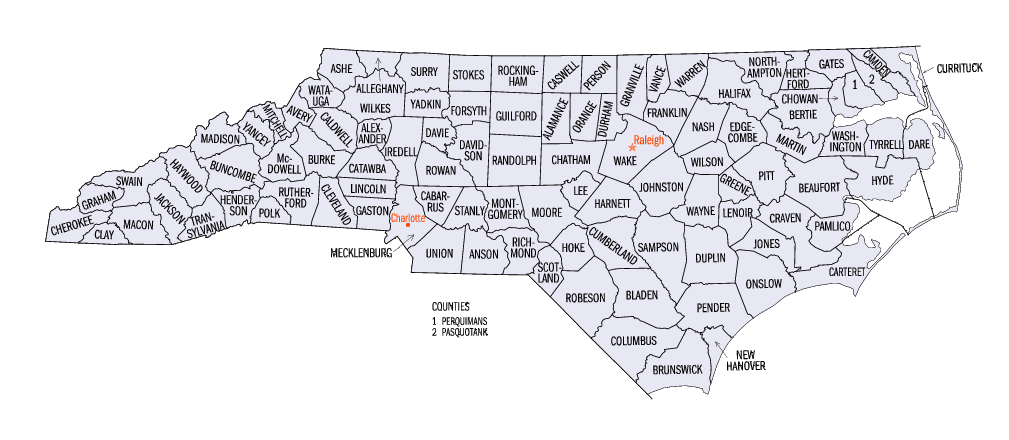
Cele 100 de comitate din statul Carolina de Nord, Statele Unite

- Această pagină este o listă a celor 100 de comitate din statul Carolina de Nord.

| Comitatul    | Populația 1 iulie 2007 | Sediul         | Populația 1 iulie 2007 |
| ------------ | ---------------------- | -------------- | ---------------------- |
| Alamance     | 145.360                | Graham         | 14.390                 |
| Alexander    | 36.396                 | Taylorsville   | 1.822                  |
| Alleghany    | 10.915                 | Sparta         | 1.783                  |
| Anson        | 25.202                 | Wadesboro      | 5.104                  |
| Ashe         | 25.531                 | Jefferson      | 1.363                  |
| Avery        | 17.776                 | Newland        | 654                    |
| Beaufort     | 45.771                 | Washington     | 10.055                 |
| Bertie       | 18.601                 | Windsor        | 2.132                  |
| Bladen       | 32.301                 | Elizabethtown  | 3.773                  |
| Brunswick    | 99.214                 | Bolivia        | 182                    |
| Buncombe     | 226.771                | Asheville      | 73.875                 |
| Burke        | 88.975                 | Morganton      | 17.108                 |
| Cabarrus     | 163.262                | Concord        | 64.653                 |
| Caldwell     | 79.454                 | Lenoir         | 17.876                 |
| Camden       | 9.490                  | Camden         | 9.490                  |
| Carteret     | 63.238                 | Beaufort       | 4.192                  |
| Caswell      | 23.261                 | Yanceyville    | 2.125                  |
| Catawba      | 155.646                | Newton         | 13.284                 |
| Chatham      | 61.455                 | Pittsboro      | 2.543                  |
| Cherokee     | 26.499                 | Murphy         | 1.565                  |
| Chowan       | 14.635                 | Edenton        | 4.992                  |
| Clay         | 10.238                 | Hayesville     | 462                    |
| Cleveland    | 98.453                 | Shelby         | 21.351                 |
| Columbus     | 54.046                 | Whiteville     | 5.218                  |
| Craven       | 96.746                 | New Bern       | 28.170                 |
| Cumberland   | 306.518                | Fayetteville   | 171.853                |
| Currituck    | 23.960                 | Currituck      |                        |
| Dare         | 33.776                 | Manteo         | 1.296                  |
| Davidson     | 156.530                | Lexington      | 20.338                 |
| Davie        | 40.516                 | Mocksville     | 4.587                  |
| Duplin       | 52.979                 | Kenansville    | 900                    |
| Durham       | 256.500                | Durham         | 217.847                |
| Edgecombe    | 52.647                 | Tarboro        | 10.296                 |
| Forsyth      | 338.774                | Winston-Salem  | 215.348                |
| Franklin     | 57.222                 | Louisburg      | 3.698                  |
| Gaston       | 202.535                | Gastonia       | 71.059                 |
| Gates        | 11.737                 | Gatesville     | 303                    |
| Graham       | 7858                   | Robbinsville   | 703                    |
| Granville    | 55.045                 | Oxford         | 8602                   |
| Greene       | 20.405                 | Snow Hill      | 1.577                  |
| Guilford     | 465.931                | Greensboro     | 247.183                |
| Halifax      | 55.060                 | Halifax        | 328                    |
| Harnett      | 108.721                | Lillington     | 3.215                  |
| Haywood      | 56.430                 | Waynesville    | 9.879                  |
| Henderson    | 100.810                | Hendersonville | 11.953                 |
| Hertford     | 23.206                 | Winton         | 898                    |
| Hoke         | 42.422                 | Raeford        | 3.455                  |
| Hyde         | 5.172                  | Swan Quarter   |                        |
| Iredell      | 151.445                | Statesville    | 26.122                 |
| Jackson      | 36.751                 | Sylva          | 2.428                  |
| Johnston     | 157.437                | Smithfield     | 12.544                 |
| Jones        | 10.127                 | Trenton        | 262                    |
| Lee          | 57.973                 | Sanford        | 28.675                 |
| Lenoir       | 56.761                 | Kinston        | 22.346                 |
| Lincoln      | 73.106                 | Lincolnton     | 10.703                 |
| Macon        | 32.608                 | Franklin       | 3.938                  |
| Madison      | 20.309                 | Marshall       | 831                    |
| Martin       | 23.598                 | Williamston    | 5.423                  |
| McDowell     | 43.537                 | Marion         | 5.092                  |
| Mecklenburg  | 867.067                | Charlotte      | 671.588                |
| Mitchell     | 15.786                 | Bakersville    | 351                    |
| Montgomery   | 27.451                 | Troy           | 3.386                  |
| Moore        | 84.435                 | Carthage       | 2.021                  |
| Nash         | 92.949                 | Nashville      | 4.580                  |
| New Hanover  | 190.432                | Wilmington     | 99.623                 |
| Northampton  | 20.830                 | Jackson        | 651                    |
| Onslow       | 162.745                | Jacksonville   | 74.614                 |
| Orange       | 124.313                | Hillsborough   | 5.551                  |
| Pamlico      | 12.577                 | Bayboro        | 695                    |
| Pasquotank   | 40.543                 | Elizabeth City | 19.505                 |
| Pender       | 49.865                 | Burgaw         | 4.068                  |
| Perquimans   | 12.498                 | Hertford       | 2.140                  |
| Person       | 37.356                 | Roxboro        | 8.684                  |
| Pitt         | 152.068                | Greenville     | 76.058                 |
| Polk         | 19.036                 | Columbus       | 979                    |
| Randolph     | 140.145                | Asheboro       | 24.176                 |
| Richmond     | 45.985                 | Rockingham     | 8.887                  |
| Robeson      | 128.149                | Lumberton      | 21.763                 |
| Rockingham   | 92.421                 | Wentworth      | 2.761                  |
| Rowan        | 137.383                | Salisbury      | 28.736                 |
| Rutherford   | 63.012                 | Rutherfordton  | 4.031                  |
| Sampson      | 63.641                 | Clinton        | 8.847                  |
| Scotland     | 36.364                 | Laurinburg     | 15.493                 |
| Stanly       | 59.195                 | Albemarle      | 15.483                 |
| Stokes       | 46.072                 | Danbury        | 112                    |
| Surry        | 72.380                 | Dobson         | 1.455                  |
| Swain        | 13.643                 | Brevard        | 1.391                  |
| Transylvania | 29.984                 | Brevard        | 6.687                  |
| Tyrrell      | 4121                   | Columbia       | 801                    |
| Union        | 184.675                | Monroe         | 31.633                 |
| Vance        | 42.992                 | Henderson      | 15.897                 |
| Wake         | 832.970                | Raleigh        | 375.806                |
| Warren       | 19.410                 | Warrenton      | 740                    |
| Washington   | 12.915                 | Plymouth       | 3.589                  |
| Watauga      | 44.541                 | Boone          | 13.843                 |
| Wayne        | 113.590                | Goldsboro      | 37.639                 |
| Wilkes       | 66.844                 | Wilkesboro     | 3.171                  |
| Wilson       | 76.754                 | Wilson         | 47.804                 |
| Yadkin       | 37.797                 | Yadkinville    | 2.860                  |
| Yancey       | 18.456                 | Burnsville     | 1.644                  |